# Alysicarpus tetragonolobus
Alysicarpus tetragonolobus är en ärtväxtart som beskrevs av Michael Pakenham Edgeworth. Alysicarpus tetragonolobus ingår i släktet Alysicarpus och familjen ärtväxter. Inga underarter finns listade i Catalogue of Life.

## Bildgalleri

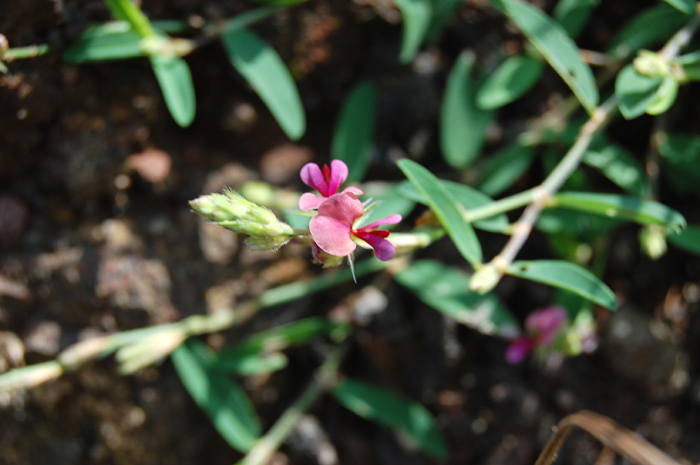